# Trelleborg

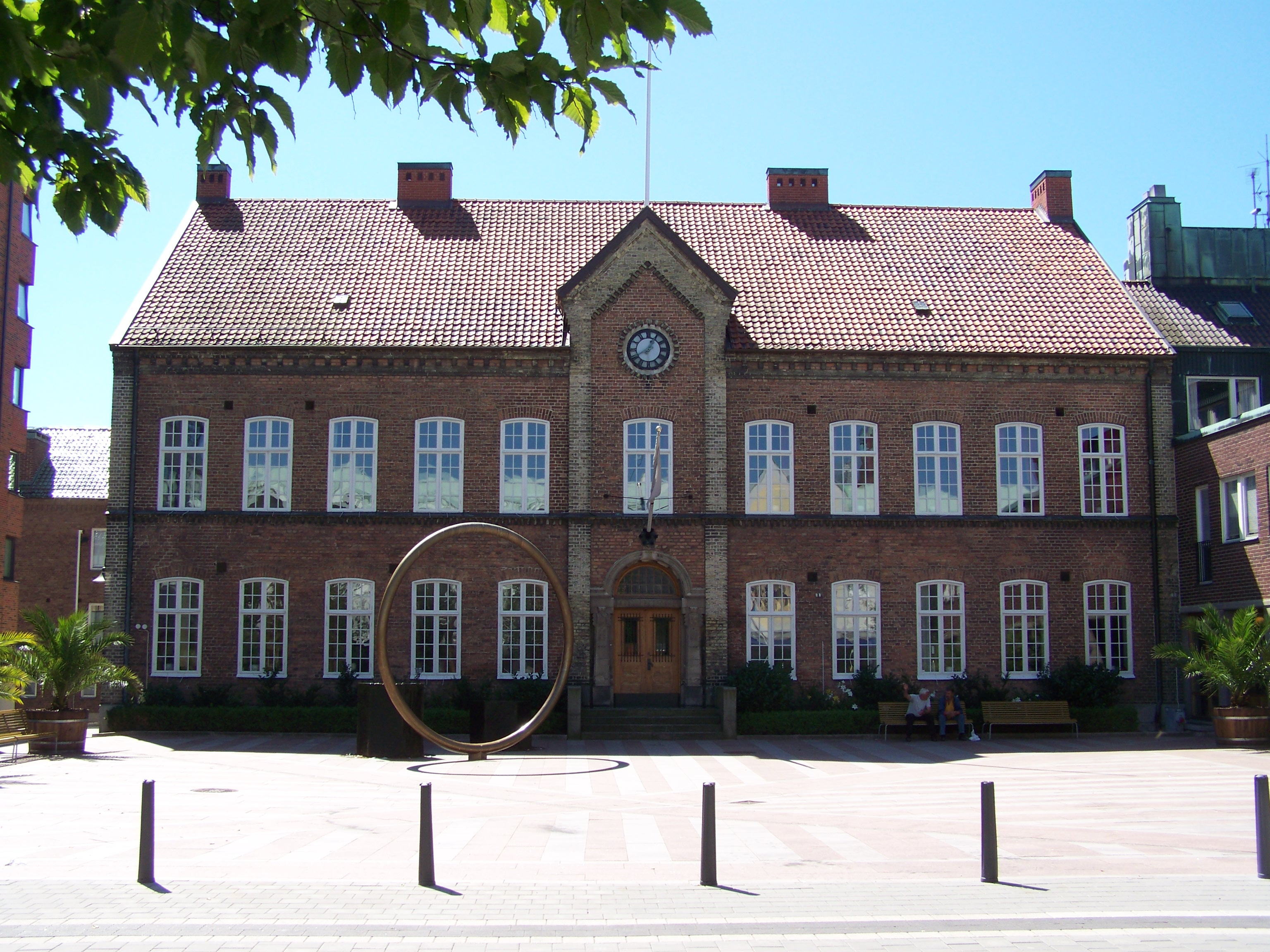
Primăria

Trelleborg este un oraș în Suedia.

## Demografie
| \| Evoluția demografică a zonei urbane Trelleborg, 1970–2015 \| Evoluția demografică a zonei urbane Trelleborg, 1970–2015 \| Evoluția demografică a zonei urbane Trelleborg, 1970–2015 \| Evoluția demografică a zonei urbane Trelleborg, 1970–2015 \| Evoluția demografică a zonei urbane Trelleborg, 1970–2015 \| \| --------------------------------------------------------------------------------------- \| --------------------------------------------------------- \| --------------------------------------------------------- \| --------------------------------------------------------- \| --------------------------------------------------------- \| \| An \| \| \| Locuitori \| \| \| 1970 \| 1970 \| \| 24.096 \| 24.096 \| \| 1975 \| 1975 \| \| 22.559 \| 22.559 \| \| 1980 \| 1980 \| \| 22.221 \| 22.221 \| \| 1990 \| 1990 \| \| 22.853 \| 22.853 \| \| 1995 \| 1995 \| \| 24.391 \| 24.391 \| \| 2000 \| 2000 \| \| 24.850 \| 24.850 \| \| 2005 \| 2005 \| \| 25.643 \| 25.643 \| \| 2010 \| 2010 \| \| 28.290 \| 28.290 \| \| 2015 \| 2015 \| \| 29.316 \| 29.316 \| \| Sursa: SCB - Statistika Centralbyrån, Folkmängden per tätort. Vart femte år 1960 - 2016 \| \| \| \| \| |      |  |           |        |
| Evoluția demografică a zonei urbane Trelleborg, 1970–2015 |      |  |           |        |
| An |      |  | Locuitori |        |
| 1970 | 1970 |  | 24.096    | 24.096 |
| 1975 | 1975 |  | 22.559    | 22.559 |
| 1980 | 1980 |  | 22.221    | 22.221 |
| 1990 | 1990 |  | 22.853    | 22.853 |
| 1995 | 1995 |  | 24.391    | 24.391 |
| 2000 | 2000 |  | 24.850    | 24.850 |
| 2005 | 2005 |  | 25.643    | 25.643 |
| 2010 | 2010 |  | 28.290    | 28.290 |
| 2015 | 2015 |  | 29.316    | 29.316 |
| Sursa: SCB - Statistika Centralbyrån, Folkmängden per tätort. Vart femte år 1960 - 2016 |      |  |           |        |